# Gexian Dao
Gexian Dao är en ö i Kina. Den ligger i provinsen Liaoning, i den nordöstra delen av landet, omkring 290 kilometer söder om provinshuvudstaden Shenyang. Arean är 1,5 kvadratkilometer. Den sträcker sig 1,9 kilometer i nord-sydlig riktning, och 3,2 kilometer i öst-västlig riktning.
Genomsnittlig årsnederbörd är 850 millimeter. Den regnigaste månaden är juli, med i genomsnitt 302 mm nederbörd, och den torraste är januari, med 11 mm nederbörd.